# HD 95212
HD 95212，又名BD+46 1680，SAO 43562、HR 4280，是一颗位于大熊座的恒星，视星等为5.47等，光谱型为K5。历元J2000时，其银经为11h 3m 2.3s，银纬为61° 16′ 28″。